# Stampede British Commonwealth Mid-Heavyweight Championship
Lo Stampede British Commonwealth Mid-Heavyweight Championship è stato un titolo della federazione canadese Stampede Wrestling.

## Storia
Utilizzato da Stampede Wrestling, fu assegnato la prima volta nel giugno del 1978 a Dynamite Kid.

## Albo d'oro
Le righe verdi vuote indicano che non è nota la storia del titolo in quel periodo.
| Lottatore                                              | Regni | Data              | Luogo                             | Note                                                           |
| ------------------------------------------------------ | ----- | ----------------- | --------------------------------- | -------------------------------------------------------------- |
| The Dynamite Kid                                       | 1     | Giugno 1978       |                                   |                                                                |
| Norman Frederick Charles III                           | 1     | 10 giugno 1978    | Edmonton, Alberta                 |                                                                |
| Fighting Hara                                          | 1     | 8 luglio 1978     | Edmonton                          |                                                                |
| Norman Frederick Charles III                           | 2     | 13 luglio 1978    | Regina, Saskatchewan              |                                                                |
| Bret Hart                                              | 1     | 14 ottobre 1978   | Edmonton                          |                                                                |
| The Dynamite Kid                                       | 2     | 6 gennaio 1979    | Edmonton                          |                                                                |
| Bret Hart                                              | 2     | 1º giugno 1979    |                                   |                                                                |
| The Dynamite Kid                                       | 3     | 7 luglio 1979     |                                   |                                                                |
| Terry Sawyer                                           | 1     | 12 ottobre 1979   |                                   |                                                                |
| Bret Hart                                              | 3     |                   |                                   |                                                                |
| Vacante                                                |       | 1979              |                                   |                                                                |
| The Dynamite Kid                                       | 4     | 24 marzo 1980     | Red Deer                          | Sconfisse Keith Hart nella finale di un torneo.                |
|                                                        |       |                   |                                   |                                                                |
| Bruce Hart                                             | 1     | 19 settembre 1980 |                                   |                                                                |
| Hubert Gallant                                         | 1     | 13 marzo 1981     | Calgary                           |                                                                |
| Keith Hart                                             | 1     | 9 maggio 1981     | Calgary                           |                                                                |
| The Great Gama                                         | 1     | 6 novembre 1981   | Calgary                           |                                                                |
| Bruce Hart                                             | 2     | 12 gennaio 1982   | Regina                            |                                                                |
| Dick Steinborn (Danny Davis)                           | 1     | 12 novembre 1982  | Calgary                           |                                                                |
| Bruce Hart                                             | 3     | 18 febbraio 1983  | Calgary                           |                                                                |
| The Cobra                                              | 1     | 2 settembre 1983  | Calgary                           |                                                                |
| Sonny Two Rivers                                       | 1     | 18 novembre 1983  | Calgary                           |                                                                |
| Ron Starr                                              | 1     | 2 marzo 1984      | Calgary                           |                                                                |
| Bruce Hart                                             | 4     | 25 agosto 1984    | Edmonton                          |                                                                |
| Gama Singh                                             | 2     | 6 dicembre 1985   | Calgary                           |                                                                |
| The Cobra                                              | 2     | 20 dicembre 1985  | Calgary                           |                                                                |
| Gama Singh                                             | 3     | 21 dicembre 1985  | Edmonton                          |                                                                |
| Bruce Hart                                             | 6     | 19 aprile 1986    | Edmonton                          |                                                                |
| Vacante                                                |       | 1986              |                                   |                                                                |
| Gama Singh                                             | 4     | 1º agosto 1986    | Calgary                           | Sconfisse Johnny Smith nella finale di un torneo.              |
| Johnny Smith                                           | 1     | 8 agosto 1986     | Calgary                           |                                                                |
| Les Thornton                                           | 1     | 18 settembre 1986 | Calgary                           |                                                                |
| Owen Hart                                              | 1     | 25 ottobre 1986   | Edmonton                          |                                                                |
| Gama Singh                                             | 5     | 7 agosto 1987     | Calgary                           |                                                                |
| Chris Benoit                                           | 1     | 18 marzo 1988     | Calgary                           |                                                                |
| Johnny Smith                                           | 2     | 10 giugno 1988    | Calgary                           |                                                                |
| Chris Benoit                                           | 2     | 17 giugno 1988    | Calgary                           |                                                                |
| Johnny Smith                                           | 3     | 24 giugno 1988    | Calgary                           |                                                                |
| Chris Benoit                                           | 3     | 13 gennaio 1989   | Calgary                           |                                                                |
| Johnny Smith                                           | 4     | 7 luglio 1989     | Dawson Creek, Columbia Britannica |                                                                |
| Chris Benoit                                           | 4     | 8 luglio 1989     | Grande Prairie                    |                                                                |
| Gama Singh                                             | 5     | 4 agosto 1989     | Calgary                           |                                                                |
| Bruce Hart                                             | 7     | 14 ottobre 1989   | Lethbridge                        |                                                                |
| Stampede Wrestling chiuse nel 1989 e riaprì nel 1999.  |       |                   |                                   |                                                                |
| Richard Pound                                          | 1     | 5 novembre 1999   | Calgary                           |                                                                |
| Tiger Mahatma Khan                                     | 1     | 2 giugno 2000     | Calgary                           | Khan venne privato del titolo per mancate difese dello stesso. |
| Bruce Hart                                             | 8     | 15 novembre 2002  | Calgary                           | Sconfisse Kaval e Tyson Kidd in un triple treath match.        |
| Duke Durango                                           | 1     | 20 giugno 2003    | Calgary                           |                                                                |
| Tyson Kidd                                             | 1     | 15 ottobre 2004   | Calgary                           |                                                                |
| Duke Durango                                           | 2     | 14 gennaio 2005   | Calgary                           |                                                                |
| Vacante                                                |       | 2005              |                                   |                                                                |
| Pete Wilson                                            | 1     | 17 giugno 2005    | Calgary                           |                                                                |
| Randy Myers                                            | 1     | 26 maggio 2006    | Calgary                           |                                                                |
| Chucky Blaze                                           | 1     | 12 gennaio 2007   |                                   |                                                                |
| Gama Singh, Jr.                                        | 1     | 14 dicembre 2007  | Calgary                           |                                                                |
| Stampede Wrestling cessò le attività nell'aprile 2008. |       |                   |                                   |                                                                |